# Ganirelix
Ganirelix (solgt som Orgalutran og Fyremadel) er en kompetetiv gonadotropin-releasing hormon (GnRH) antagonist. Det bruges primært ved in vitro fertilisering (reagensglasbefrugtning) til at forhindre ægløsning. Lægemidlet virker ved at blokere GnRH's virkning på hypofysen, med deraf følgende hæmning af produktion og virkning af luteiniserende hormon (LH) og follikelstimulerende hormon (FSH). Ganirelix anvendes i fertilitetsbehandling til at forebygge for tidlig ægløsning, som kan resultere i ægceller der er for umodne for at kunne anvendes i fx in vitro fertilisering.
Kemisk er ganirelix et syntetisk decapeptid og administreres som subkutan injektion.